# Valea Ștefanului, Buzău
Valea Ștefanului este un sat în comuna Odăile din județul Buzău, Muntenia, România. Se află pe valea Bălănesei în zona înaltă a Subcarpaților de Curbură.